# Chaker Alhadhur
Chaker Alhadhur (* 4. Dezember 1991 in Nantes) ist ein komorisch-französischer Fußballspieler.

## Karriere

### Verein
Alhadhur entstammt der Jugendakademie des FC Nantes, wo er bis 2011 ausschließlich in der Jugend und zweiten Mannschaft spielte. Am 18. Februar 2011 (24. Spieltag) debütierte er nach später Einwechslung gegen den FC Metz in der Ligue 2. Dies blieb seine einzige Nominierung und sein einziger Einsatz in der Saison 2010/11. In der Folgesaison spielte er zwei Ligaspiele und kam in beiden über die vollen 90 Minuten zum Einsatz. Zwischenzeitlich spielte er etwas mehr als einen Monat leihweise bei Aviron Bayonnais in der National, wo er einmal zum Einsatz kam. 2012/13 spielte er fünfmal in der zweiten französischen Liga für Nantes. In der darauf folgenden Spielzeit war er fester Bestandteil des Kaders, spielte 15 Ligaspiele und kam mit seiner Mannschaft bis ins Halbfinale der Coupe de la Ligue. Auch in der Spielzeit 2014/15 spielte er 15 Mal in der Liga.
Im Sommer 2015 wechselte Alhadhur in die Ligue 1 zu SM Caen. Sein Debüt in der obersten französischen Spielklasse gab er bei einem 1:0-Sieg über den FC Toulouse am zweiten Spieltag. Auch bei Caen konnte er sich keinen Stammplatz erspielen und kam 2015/16 nur in zehn Ligaspielen zum Einsatz. In der Saison 2016/17 spielte er sogar kein einziges Spiel und stand lediglich einmal im Spieltagskader. Daraufhin wurde er zur Saison 2017/18 zurück in die Ligue 2 an LB Châteauroux verliehen. Direkt am ersten Spieltag stand er bei einem 3:2-Sieg über Stade Brest in der Startelf und debütierte somit für seinen neuen Verein. Bei einem 4:1-Sieg über den GFC Ajaccio am 23. Februar 2018 (27. Spieltag) schoss er sein erstes Tor im Profibereich. Wettbewerbsübergreifend spielte er in jener Saison 34 Spiele auf Vereinsebene und schoss zwei Tore. Nach seiner Rückkehr kam er bei Caen weiterhin nicht zum Einsatz.
Im Januar 2019 wechselte er dauerhaft zu Châteauroux in die Ligue 2. In der Rückrunde schaffte er es ein Tor und eine Vorlage in 19 Ligaspielen zu erzielen. Die Saison 2019/20 wurde COVID-19-bedingt abgebrochen. Bis dahin schoss Alhadhur ein Tor in 21 Ligaeinsätzen. In der Spielzeit 2020/21 erlitt er nach acht Einsätzen für sein Team einen Kreuzbandriss und fiel für die gesamte restliche Saison verletzungsbedingt aus. Sein Vertrag bei Châteauroux wurde am Ende der Saison nicht verlängert und so war er zeitweise vereinslos.
Im Oktober 2021 unterschrieb er beim ehemaligen Ligakonkurrenten AC Ajaccio. Sechs Tage nach seiner Ankunft bei Ajaccio wurde er bei einem 2:0-Sieg über Olympique Nîmes eingewechselt und gab somit sein Mannschaftsdebüt. Dies sollte zwar sein einziger Saisoneinsatz gewesen sein, er stieg jedoch mit seinem Team in die Ligue 1 auf. In den folgenden Jahren kam er nur noch für die B-Mannschaft zum Einsatz. Für diese lief er 10-Mal auf und erzielte ein Tor. Nachdem er in der Spielzeit 2022/23 überhaupt nicht mehr zum Einsatz gekommen war, endete sein Vertrag mit Ajaccio nach dieser Spielrunde. Er schloss sich dann dem Sechstligisten Les Sables Vendée an.

### Nationalmannschaft
Alhadhur debütierte am 5. März 2014 in einem Freundschaftsspiel gegen Burkina Faso über die vollen 90 Minuten für die komorische Fußballnationalmannschaft. Sein erstes Tor schoss er in der Qualifikation zum Afrika-Cup 2017 gegen Mauritius bei einem 2:0-Sieg. Er stand im Kader für den Afrika-Cup 2022, kam dort in der Gruppenphase allerdings zu keinem Einsatz. Im Achtelfinale stand er auf dem Feld, jedoch als Torwart, da seine Mannschaft aufgrund zu vieler SARS-CoV-2-Infektionen keine Torhüter mehr zur Verfügung hatte. Das Spiel gegen Kamerun ging mit 2:1 verloren und Alhadhur konnte einige Schüsse parieren.